# Бервиллер
Бервиллер (фр. Berrwiller) — коммуна на северо-востоке Франции в регионе Гранд-Эст (бывший Эльзас — Шампань — Арденны — Лотарингия), департамент Верхний Рейн, округ Мюлуз, кантон Виттенем. До марта 2015 года коммуна административно входила в состав упразднённого кантона Сульц-О-Рен (округ Гебвиллер).
Площадь коммуны — 7,66 км², население — 1106 человек (2006) с выраженной тенденцией к росту: 1174 человека (2012), плотность населения — 153,3 чел/км².

## Население
Численность населения коммуны в 2011 году составляла 1169 человек, а в 2012 году — 1174 человека.
| 1962 | 1968 | 1975 | 1982 | 1990 | 1999 | 2006 | 2008 | 2011 | 2012 |
| ---- | ---- | ---- | ---- | ---- | ---- | ---- | ---- | ---- | ---- |
| 671  | 719  | 797  | 870  | 912  | 1058 | 1106 | 1120 | 1169 | 1174 |

Динамика населения:

## Экономика
В 2010 году из 799 человек трудоспособного возраста (от 15 до 64 лет) 589 были экономически активными, 210 — неактивными (показатель активности 73,7%, в 1999 году — 73,0%). Из 589 активных трудоспособных жителей работали 563 человека (299 мужчин и 264 женщины), 26 числились безработными (10 мужчин и 16 женщин). Среди 210 трудоспособных неактивных граждан 89 были учениками либо студентами, 81 — пенсионерами, а ещё 40 — были неактивны в силу других причин.
На протяжении 2011 года в коммуне числилось 455 облагаемых налогом домохозяйств, в которых проживало 1195 человек. При этом медиана доходов составила 24169 евро на одного налогоплательщика.